# Midir
Midir (lub Midhir, Mider) – postać z mitologii irlandzkiej, syn Dagdy z plemienia Tuatha Dé Danann. Po tym jak Tuatha zostali pokonani przez Milezjan, zamieszkał w sidhe Bri Leith.

## "Tochmarc Étain"("Zaloty do Étain")
Midir był mężem Fuamnach, ale wkrótce zakochał się w Étaín; w uczynieniu z niej nowej panny młodej pomógł mu Aengus. To sprowokowało Fuamnach do zemsty na nowej żonie Midira, którą przemieniła w muchę o srebrzystych skrzydłach. W nowej postaci Étain błąkała się po świecie, aż wpadła do kielicha z winem, który trzymana w ręku żona Etaira – słynnego mocarza ulsterskiego. Ta wypiła wino i po pewnym czasie urodziła córkę, którą nazwano Étain. Étain w nowym wcieleniu dorastała na dworze Etaira, a gdy dorosła, wyszła za mąż za Eochaida Airema, ówczesnego wysokiego króla Irlandii. Jednak Midir nie dał za wygraną i odnalazł Étain. Wyruszył  do króla i wyzwał go na pojedynek w grze zwanej fidchell, w którym zwyciężył i poprosił o pocałunek od Étaín jako nagrodę. Jednak Eochaid odmówił, łamiąc dane słowo i skazując Midira na banicję z dala od Tary. Mimo to, Midir powrócił do miasta i po raz kolejny wkroczył do królewskiego pałacu, po czym przemienił siebie i Étaín w łabędzie i uciekł z nią przez komin. Eochaid nie zaakceptował straty małżonki i wyruszył za nimi w pogoń. Wtedy Midir użył swoich mocy magicznych i zmienił pięćdziesiąt kobiet w wyglądające podobnie do Étaín, oferując królowi możliwość wybrania tylko jednej. Eochaid, próbując odnaleźć właściwą, wybrał przez przypadek własną córkę i stracił Étaín. 

## Inne odniesienia
Midir był w posiadaniu trzech magicznych żurawi, które stały przed jego domem broniąc dostępu każdemu kto się zbliżył. Zostały one skradzione przez Athirne'a. Stąd, jeżeli trzy żurawie ukazywały się wojownikom idącym na bitwę było to uznawane za zły omen.
Midir również interweniował, gdy Fráech zaczął ubiegać się o względy Treblainne.